# 領土
領土（りょうど、英語: territory）は、広義には領海や領空を含めた国家の主権が及ぶ全ての国家領域を指すが、狭義にはこれらのうち土地からなる領域を指す。版図（はんと）とも呼ばれる。

本項目では、狭義の領土について述べる。

## 概説
領土は国家領域の基本とされ、領水のない国家はありうるが、領土のない国家はありえないというのが国際法の基本的な考えである。
領水や領空は領土から独立して存在しうるものではなく、これらは領土の従物として領土と区別することが可能である。自国領土における国家の権能（領域主権）は広範かつ排他的なもので、例えば領海における他国船舶の無害通航の尊重のような義務は課されない。
マルタ騎士団のようにかつて領土を有していた経緯から国際法上の「主権実体（英: sovereign entity）」として認められる国もあるが、国際連合では「政府間組織以外の実体」として、国際赤十字や国際オリンピック委員会などの非政府組織と同じ扱いとなっている。
ツバルのように気候変動による水没など不可抗力で領土が失う可能性があるため、物理的な領土が失われても主権は維持されるという考えもある。

## 経済領土
自国企業が関税を課されることなく経済活動を行える範囲のことを領土になぞらえて、大韓民国においては「経済領土」と呼び大統領が公式に発言するなど重視されている。FTAなどの自由貿易協定の締結時には領土拡張のニュースとして報じられる

。